# ビッグ・ジム・サリヴァン
ビッグ・ジム・サリヴァン（Big Jim Sullivan、1941年2月14日 - 2012年10月2日）は、イングランドのギタリスト。セッション・ギタリストとして幅広いキャリアを有し、エディ・コクランやトム・ジョーンズの伴奏を務めた。

## 概歴
ロンドン生まれ。本名はジェームズ・ジョージ・トムキンス (James George Tomkins)。16歳の時にハンク・ウィリアムスの歌を聴いて音楽に関心を持ち、ギターを始める。
当初は安価な中古のスパニッシュ・ギターを弾いていたが、後にギブソンSGを購入し、ほぼ同時にプロに転向し、1960年にマーティー・ワイルドのバックを務めた。数々のセッションを手がけて実績を重ね、1969年にはトム・ジョーンズのバックを務める。それ以降もスタジオ・ミュージシャンとして活動した。
1972年、ロンドン交響楽団とイギリス室内合唱団が発表したアルバム『トミー』の編曲に関与した。
2012年10月2日、病没。71歳没。

## エピソード
1956年、近所に住んでいてギターを習い始めたばかりのリッチー・ブラックモア少年に様々な奏法を教えた。
ジミー・ペイジの師である。ペイジは1960年代の英国音楽業界で、サリバンの『ビッグ・ジム』になぞらえて『リトル・ジム』の愛称で呼ばれていた。

## 参加作品
- ギルバート・オサリバン -「アローン・アゲイン」（1972年）